# Атлас по анатомия на човека на Синелников
„Атлас по анатомия на човека“ (на руски – „Атлас анатомии человека профессора Синельникова“) е многотомно издание, посветено на нормалната анатомия на човека. Атласът съчетава в себе си едновременно атлас и учебник по анатомия и се счита за класически, като дълго време е основно учебно пособие по анатомия за студентите по медицина и стоматология в пространството на СССР и Източна Европа. Преведен е на английски, испански, арабски, чешки, през 2010 г. излиза и българският му превод под научната редакция на чл.-кор. проф. д-р Владимир Овчаров.

## История
Атласът е създаден след постановление на Съвета на народните комисари на СССР от 1 декември 1937 г. като бъдещо учебно пособие за студентите по медицина и стоматология в Съюза, което да събере натрупаните в областта знания в удобна за усвояване форма. Първото издание е посветено в памет на починалия проф. Вл. Воробьов – дълги години завеждащ катедрата по анатомия на човека в Харковския медицински институт, работил и в България и създател на Катедрата по анатомия, хистология и ембриология към МУ София. С написването на учебника се заема неговият ученик проф. Рафаил Давидович Синелников. Първото издание излиза през 1938 – 1942 г. под печата на Държавното медицинско издателство в Москва и Ленинград. Впоследствие претърпява неколкократни преиздавания, през които бива допълван и усъвършенстван.
- Второ издание (1952 – 1958) в 2 тома;
- Трето издание (1963) в 3 тома;
- Четвърто издание (1979) в 3 тома;
- Пето издание (1992) в 4 тома;
- Шесто издание (1996) в 4 томах;
- Седмо издание (2007 – 2010) в 4 тома;
- Осмо издание (2019) в 4 тома.

След смъртта на проф. Р. Д. Синелников, редакцията на Атласа поема неговият син проф. Яков Рафаилович Синелников, а седмото и осмото издание са под редакцията на внука му проф. Александър Яковлевич Синелников.